# Thelypteris deltoidea
Thelypteris deltoidea är en kärrbräkenväxtart som först beskrevs av Olof Peter Swartz, och fick sitt nu gällande namn av George Richardson Proctor. Thelypteris deltoidea ingår i släktet Thelypteris och familjen Thelypteridaceae. Inga underarter finns listade.